# Mérai Katalin
Mérai Katalin (Mezőtúr, 1972. július 18. –) magyar színésznő, színházi rendező, író.

## Élete
1990-1991-ben a Madách Színház munkatársa volt. 1991-1992 között a Vígszínházban szerepelt, mint táncos. 1992-ben a Budapesti Kamara Színházban volt gyakorlatos színész. 1992-1999 között 7 évig a Kecskeméti Katona József Színház színésze volt. 1999. óta szabadúszó. A színésznő 2006 decembere és 2021 júliusa között forgatott a Barátok közt stúdiójában, a nézők pedig 2007 februárjában láthatták először a képernyőn. Gyermeke, Bálint 2008. szeptember 20-án született.
Filmes karrierje az 1990-es évek elején indult be, majd a Kisváros című sorozatban szerepelt, 2001-ben. 2002-ben átadták a megújult józsefvárosi Mátyás teret. Az átadó ünnepségen ő énekelt.
2011-ben Mérai Kata és Juhász Attila Jazz Quartett Montázs címmel debütáló zenei albuma jelent meg.

## Filmjei
- Barátok közt (2007–2008, 2009–2021) – Berényi (Illés) Júlia
- Tetemre hívás (2014) – Tévébemondó
- Kisváros (2001) – Recepciós a testépítőszalonban
- Jó éjt, királyfi! (1994)
- Félálom (1991)

## Fontosabb zenés szerepei
- Kálmán Imre: Csárdáskirálynő - Stázi
- Iszaak Oszipovics Dunajevszkij: Szabadszél - Diabolo Pepita
- Eisemann Mihály: Hyppolit, a lakáj - Terka, Julcsa
- Cigányszerelem
- Schwartz–Greene-Tebelak: Godspell
- Tim Rice–Andrew Lloyd Webber: Jézus Krisztus szupersztár - Mária Magdolna
- Miklós–Kocsák: Légy jó mindhalálig - Bella
- Eisemann–Éry-Kovács: Bástyasétány 77. - Tündi
- Gipsy - Gipsy Rose Lie
- Óz a nagy varázsló - Dorothy
- Szörényi Levente–Bródy János: István, a király - Gizella, Réka
- Neil Simon: Kapj el - Sonia
- Csiky Gergely: Nagymama  - A lány
- Heltai Jenő: Bernát (…aki szalma) -  Cziczay Panni, kabaret énekesnő
- Molière: A fösvény - Marianna, Cléante imádottja
- Babits Mihály: Gólyakalifa - Etelka
- Georges Feydeau: Egy hölgy a Maximból - Hantignol-né
- Ödön von Horváth: Kasimir és Karoline - Szemes Franz Ernája
- Henrik Ibsen: Mennyország - Unnur
- Fráter Zoltán: Őnagysága kabaréja - Medgyaszay Vilma
- Robert Bloch: Pszicho - Mary Crane
- William Shakespeare: Tévedések vígjátéka  - Luciana
- Keleti István: Az ördög három aranyhajszála- Ilonka

## Főbb prózai szerepei
- Shakespeare: Tévedések vígjátéka - Luciana
- William Shakespeare: A makrancos hölgy - Bianka
- Molnár Ferenc: Ibolya - Ibolya
- Molnár Ferenc: Pál utcai fiúk - Geréb
- Katona József: Bánk bán - Bendeleiben Izidóra, türingiai leány

## Rendezései
- Haláltusa

## Írásai
- Haláltusa (William Shakespeare Hamlet c. drámája felhasználásával)

## Reklámok
Számos reklámfilmben látthattuk, köztük Szatmári Attilával ők voltak a Pannon reklámok főszereplői. (Mérai Katalin a reklámban barna hajjal látható.)

## Szinkron
- Ikerhatás (Chin gei bin) (2003) - rendező: Dante Lam, Donnie Yen
- Domino (Domino) (2005) - rendező: Tony Scott
- A könnyek völgye (The Valley of Tears) (2006) - rendező: Engert Péter
- Next – A holnap a múlté (2007) - rendező: Lee Tamahori